# グランディアII
『グランディアII』（GRANDIA II）は、ゲームアーツが企画・開発したコンピュータRPG作品。グランディアシリーズの第2作。2000年8月3日にセガによりドリームキャスト用ソフトとして発売された。キャラクターデザインはかのえゆうし。

## 概要
基本的なゲームシステムは前作『グランディア』を踏襲し、魔法やアイテムの名称など一部の固有名詞にも共通化が図られている。その一方で本作は、前作で描かれた世界とは全く接点のない、新たな世界が舞台となっており、物語的にも繋がりはない。また前作の発売から3年以上が経過していることを踏まえて想定する対象年齢も引き上げられており、内容も「格好良くクール」な方向性が志向され、「明るい冒険活劇」であった前作とは対照的な作風となっている。本作では暗い過去を抱えた青年を主人公に据え、序盤から光と闇の戦いを前面に押し出した物語が展開され、またボスキャラクターや後半のダンジョンも、グロテスクな内臓のモチーフが多用されている。
前作に続いてプロデューサーとして参加した宮路武は本作について、登場人物や世界設定が同じだからとタイトルを襲名するような続編のあり方は寂しいことであるとする一方で、作品に込めたテーマや表現したい内容にはグランディアシリーズ共通の要素が込められていると述べている。一例を挙げれば草木などの自然の表現へのこだわりや、その世界に生きる人々の生活感の表現、より斬新なデザインを求め続けるフィールド表示の表現などは、本作においてはシリーズ共通の課題であると位置づけられている。前作における冒険活劇の作風を本作で路線転換したことについては、それ以外の舞台でも「グランディア」は面白いということを提示したかったためであるとしている。
前作ではキャラクターと背景の描画に2DCGと3DCGを使い分け、物語の要所にアニメのムービーを導入する演出が用いられたが、本作では3DCGによる表現を重視した演出やムービーが多用されている。キャラクターの描画には、ゲーム用の3DCGモデルには頭身の低いデフォルメキャラクターのモデルが、ムービーでは現実的な頭身のモデルが用いられている。
本作のシナリオ原案には漫画家の長谷川裕一と、シナリオ工房 月光の重馬敬が参加している。重馬が「『ウルトラマン』第1作の最終回でウルトラマン敗北し、ウルトラマンを倒したゼットンが神として崇められているような世界」というモチーフの設定を長谷川に持ちかけ、長谷川が原案となる設定やシナリオの骨格を作った。長谷川のシナリオは原案からかなり改変されたとされるが、長谷川が提案した「ゼットン（をモチーフとした邪悪な神）のパーツを集めていく」といった基本的なプロットはそのまま採用されたという。
2002年2月21日にはエニックスよりPlayStation 2版が発売。2015年8月24日には原作発売15周年としてPC版（Microsoft Windows）が『Grandia II Anniversary Edition』のタイトルで発売された。2020年にはNintendo Switch版が前作『グランディア』とのセットで『グランディアHDコレクション』のタイトルで発売され、ダウンロード専用ソフトとして配信された。

## ストーリー
金次第でどんな危険な仕事でもこなすジオハウンド（冒険者）のリュードと相棒のスカイ。ある時辺境のカーボ村の教会から依頼が入る。内容はグラナス教の歌姫エレナに同行し、悪魔ヴァルマーを封印する儀式が無事に執り行われるよう行き帰りの護衛をすることだった。
ところが儀式は失敗し、エレナは「ヴァルマーの翼」に取り憑かれてしまう。リュードは教会の神父からの懇願により、エレナに取り憑いたヴァルマーを封印するため、彼女を護衛してグラナス教の総本山、セントハイム法国まで送り届けて欲しいという依頼を引き受ける。これは世界中に散らばるヴァルマーの欠片が復活することを阻止するためにも必要な措置であるというが、しかし旅の行く手には、古代において光の神グラナスと闇の悪魔ヴァルマーが争った傷跡と伝えられる大地の亀裂「グラナクリフ」が交通の障害として横たわっていた。
物語はリュードの過去の因縁や、次第にリュードに惹かれていくエレナと、エレナの身体に同居するヴァルマーの翼の化身ミレーニアとの三角関係といった出来事を交えつつ展開していく。やがてリュードは冒険の旅の過程で、同じようにヴァルマーとの因縁を持つ仲間たちを得て、ヴァルマーの力に魅入られた人々に立ち向かっていく。

## 登場キャラクター

### パーティキャラクター
1人の主人公に対して2人のヒロインという構図が取られている。
リュード
声 - 森久保祥太郎
年齢：17歳 / 身長：176cm / 体重：64kg
本作の主人公。かつて剣士の村ガーランで兄メルフィスと暮らしており、3年前まではメルフィスと一緒に特訓をしていたが、メルフィスが関わったとされる凄惨な事件によって村から追い出される。絶対の信頼を置いていた兄に裏切られたことで、彼は「人を信じる心」を失ってしまう。その後鋭い太刀筋を見込まれて、仕事のためならなんでもするジオハウンド(モンスターの退治屋)となった。過去についてはあまり語りたがらず、当初はプレイヤーに対してもその内容が伏せられている。
現実主義者を自認し、偽悪家でぶっきらぼうだが、実は優しく情熱的な一面もある。"夢じゃメシは食えない"が信条で理想や権威を振りかざす人間を毛嫌いしていたが、エレナとのやり取りを通じて次第に考えを改めていき、自分の過去とも向き合うようになる。一方でミレーニアのことも憎からず思っており、二人のどちらかを選べず三角関係を招いてしまう。
マレッグ死亡後、ヴァルマーの角をグラナサーベルに変えてヴァルマーを、ゼラを倒す。
ヴァルマー滅亡から1年後、奇跡に頼らない事を決めて、ある場所にグラナサーベルを埋める。
武器は刀剣類。
スカイ
声 - 堀之紀
約40歳。リュードの相棒で雄鷹のような生物。流暢な人間の言葉で会話することができ、短時間であれば人間程度の重さを抱えて飛ぶことが可能。戦闘にもリュードの一部必殺技の演出として参加する。年寄り臭く説教好きだが、リュードの過去を知っており、彼を気遣っている。
ヴァルマー滅亡して1年後はリリグの学校でミレーニアを見張っている。
エレナ
声 - 小西寛子 / 歌 - 川澄歌織
年齢：17歳 / 身長：158cm / 体重：45kg
本作のヒロインの一人。困っている人を見ると放っておけない性格のため、"苦しむ救済"を教義に掲げるカーボの村のグラナス教会に入っている。小さいころから歌が好きで、自分の歌で人々の心に光を取り戻したいと願っていることから「グラナスの歌姫」と呼ばれている。（宗教音楽の歌い手を担う神官見習い）として暮らしていた少女で、他人を惹きつける歌声の持ち主。儀式に失敗し封印すべき存在である「ヴァルマーの翼」に取り憑かれ、それを取り除くためにリュードと共に旅に出る。困っている人を放っておけない性格で、旅の先々で事件に首を突っ込もうとし、他人に無関心なリュードを事件に巻き込んでいく。
当初はリュードに反発していたが、彼の本質を知り惹かれていく。しかし次第に自分の内に抱えるミレーニアとの軋轢や、自分に与えられた使命や宿命との板挟みに苦しみ、その結果ある誤った決意をしてしまう。
ヴァルマー滅亡から1年後、旅の一座で歌姫を務める。
武器は杖またはフレイル。精神値（魔法防御力）やMPの基本能力値が高く、回復魔法に秀でる。
ミレーニア
声 - 柳原みわ
年齢：不明（外見上17歳） / 身長：163cm / 体重：53kg
本作のヒロインの一人。長くて綺麗な髪を妙なカタチの結い上げている女性。エレナに取り付いた「ヴァルマーの翼」の化身で、エレナとは一つの身体を共有している。ヴァルマーの封印が目的であるエレナとは敵対する相手のはずだが、自分を心配してくれたリュードに好意を寄せており、また他のヴァルマーを取り込んで自分の身体を手に入れるという目的とも矛盾しないため、他のヴァルマーとの戦いではエレナと入れ替わって表出し、手を貸してくれる。奔放でわがままな性格で、物事をずばっと言う。面倒見が良いのはエレナと同じだが、きまぐれで、しなやかで、ハッキリしないのが大嫌いな性格でもあり怒らせると怖い。
次第にリュードへの情熱を募らせ、同時に使命との板挟みに苦しむエレナへの苛立ちを強めるが、その一方で人にも悪魔にもなりきれない自分に悩んでいた。物語の後半でヴァルマー本体に取り込まれ消滅してしまうが、最終的にエレナがミレーニアを自分の一部として自覚したことにより、エレナとは独立した存在として復活する。
ヴァルマー滅亡して1年後はリリグでガダンが設立した学校の先生を務める。
武器はクロスボウ。魔力値（魔法攻撃力）やMPの基本能力値が高く、攻撃魔法に秀でる。戦闘中に受けたダメージが累積すると怒り始め、一定期間プレイヤーの操作を受け付けなくなるという特性を持つ。
ロアン
声 - 鶴野恭子
年齢：13歳 / 身長：145cm / 体重：37kg
リュードの旅先で出会う小柄な少年。母の形見のメダルを探してくれたことをきっかけに旅の仲間となり、共に戦ってくれる。誰とでも仲良く振舞うことができ、育ちが良く礼儀正しい。
当初は身分を隠しているが、その正体はサイラム王国という国の王族。古代の「神魔の戦い」においてヴァルマーに与した勢力の末裔でもある自分の一族の問題に悩むが、物語の半ばでサイラム王国で国王として即位する。そのため一時的にパーティを離脱するが、物語の終盤において再び仲間として再登場する。
ヴァルマー滅亡から1年後、以前立ち寄った場所を再び旅して回る。
武器はナイフ。
マレッグ
声 - 郷里大輔
年齢：30代後半 / 身長：193cm / 体重：113kg
故郷の村をメルフィスに潰されて以来、復讐のために旅をしていた巨漢の獣人。リュードをメルフィスと間違えて襲い、和解後、行動を共にする。豪快な性格で、正義感と責任感が強い。
途中で出会うティオの保護者的な存在となり、彼女に道を指し示すが、冒険の途中で壮絶な最期を遂げる。
彼の墓は故郷の自分の家に設立された。
武器は長い柄のある斧（バルディッシュ）。筋力値（武器攻撃力）やHPの基本能力値が高い。
ティオ
声 - 岩男潤子
年齢：不明（外見上10代後半くらい） / 身長：153cm / 体重：41kg
「ヴァルマーの爪」に寄生されていたオートマーター（自動人形）の少女。メルフィスによって「爪」を植え込まれたが、「翼」であるミレーニアに取り除かれた。本来ヴァルマーに取り除かれた人は心を失って生きている状態だが、ティオはオートマーターで心がない為、取り除かれても平気だった。
マレッグのことをマスターと慕うようになり、人間の心とは何なのか知りたいという理由でリュードたちに同行する。
次第にぎこちないながらも意思や感情という概念を理解するようになるが、彼女が真に「心」を得ることになるのは、慕っていたマレッグと死別する瞬間であった。
ヴァルマー滅亡から1年後、サイラム王国で看護師を務める。
両手に構えた一対の輪（フープあるいは大型のチャクラムのような武器）で戦う。走力や素早さの基本能力値が高い。

### ヴァルマーに寄生された者（エレナ以外）
ヴァルマーは翼、舌、目、爪、角、体、心臓の7部位がある。ヴァルマーのモチーフは『ウルトラマン』に登場する怪獣、ゼットンとされる。また空に浮かんでいるヴァルマーの月は、かつての神魔の戦いでバラバラになったヴァルマーの大部分が新しいヴァルマーを生み出す母体として残ったものである。古代のヴァルマーは巨大な黒い手のような姿をしていたが、ゼラによって新生したヴァルマーはそれぞれ意匠の異なる五つの首を持つ怪物の姿をしている。
ガダン
冒険の途中でリュードらが立ち寄った街、交易都市リリグの支配者的立場にいる男性。以前は人々から慕われていた人物であったが、「ヴァルマーの舌」によって操られ、人々から味覚を奪ったり、理不尽な労働を課してリリグの人々を苦しめている。「ヴァルマーの翼」であるミレーニアによって「舌」を取り除かれて、心を失って生きている状態となった。
ヴァルマー滅亡から1年後は心を取り戻していた。長い間、心を失って食べる事も出来なかった為、お腹が空いていた。リリグではエールポートの経営を立て直し、学校設立を行う。なお、ヴァルマーの舌として行動していた間の事は全く記憶に残っていない為、本人は病気だと思っている。
アイラ
冒険の途中でリュードらが立ち寄った寒村、ミルムの村に住む盲目の少女。母親想いで心優しい性格。ガダンやメルフィスと違い、自我までは操られてはいないが、「ヴァルマーの目」に寄生されていた。そのことによって読心の能力を得て目も見えるようになった反面、今まで見えなかった人々の心の醜さに失望している。村人たちを夢の世界に誘い永遠に眠らせることで大人たちの諍いをなくそうとする。
「ヴァルマーの翼」であるミレーニアによって「舌」を取り除かれて、心を失って生きている状態となった。
ヴァルマー滅亡から1年後、心を取り戻して元通り生きており、エレナやロアンと再会する。
メルフィス
声 - 千葉一伸
年齢：22歳 / 身長：179cm / 体重：67kg
リュードの兄で、剣士の村ガーランで最強の剣士といわれた男。22歳。敵全体を攻撃する必殺技「魔陣剣」など強力な剣技の使い手で、かつては村人から尊敬を集める人物だったが、ある事件を機に豹変し残虐非道の限りを尽くす。マレッグの故郷の村を潰し、リュードが立ち向かうべき宿敵でもある。
実は、かつてガーランの村で御神体として崇められていた「ヴァルマーの角」に魅入られ寄生されており、狂気に取り憑かれている。物語中盤の強敵としてリュードの前に立ちはだかるものの倒され、その死後に遺された「角」は物語の最終局面における切り札となる。
聖堂騎士団員
シレーネが率いている聖堂騎士団の戦士。しかし、その正体は「ヴァルマーの心臓」の力で生まれた下僕であった。シレーネにより団員の1人を生贄にして「ヴァルマーの体」を復活させる。「ヴァルマーの翼」であるミレーニアによって取り除かれる。

### グラナス教
ゼラ＝イノセンティウス
声 - 阪脩
年齢：58歳 / 身長：166cm / 体重：89kg
セントハイム法国、グラナス教の法皇。エレナに取り憑いた「ヴァルマーの翼」を封印する手段を知っているとされる人物であり、彼に謁見することが物語半ばまでの目的となる。
温和な人柄で人々に慕われており、宗教を嫌うリュードからも信頼を得ることに成功し、彼らに神剣グラナサーベルの探索という次なる目標を指し示す。しかし、その内心ではグラナス教が隠していた真実を知ったことにより信仰に絶望しており、グラナスに替わる拠り所としてヴァルマーを求め、その力に魅入られている。
メルフィスとは顔見知りらしく、彼からグラナサーベルの在り処を明かさなかった為、リュードやエレナ達だけでなく、自分を慕っていたシレーネすら利用してヴァルマー復活に動く。
闇の日が訪れた際、オロを始めとする同胞まで殺害し、ヴァルマーの月でエレナからヴァルマーの力を奪う。ミレーニアとマレッグの手によりリュード、エレナ、ティオを逃がしてしまうが、気にも止めなかった。ここで角が足りない事に気づくが、気にも止めず復活させる。
最期はグラナサーベルを手にしたリュード、エレナ、ミレーニアに倒され、消えるのが怖かったと本音を漏らして消滅する。
シレーネ
声 - 渡辺美佐
年齢：23歳 / 身長：172cm / 体重：47kg
グラナス教の祭司長の地位にある美しい女性。信者から尊敬を集める一方、異端審問官として聖堂騎士団を率い、ヴァルマーに関わった疑いのある者を手段を選ばずに狩ろうとする非情な一面を持っており、リュードらと価値観で対立する。ヴァルマーの復活を阻止するために、配下の騎士とともに世界各地を巡っていることから本人含む聖堂騎士団は「グラナスの鉄槌」とも呼ばれる。ゼラを盲目的に崇拝しており最期まで彼に尽くす。ゼラの命令で「ヴァルマーの心臓」を植え込まれて、ヴァルマーの体を復活させる。
闇の日が訪れた際、教会に訪れる人達を皆殺しにする。そして「心臓」の力で下僕として動く聖堂騎士団員を利用して、自殺する事で「ヴァルマーの心臓」を顕現させる。リュード達に倒され、「翼」に吸収される。

### その他キャラクター
ガッタ
声 - 西脇保
剣士の村ガーランに住む青年。リュードの幼馴染みであり、かつては剣の腕を競うライバル同士であったが、尊敬していたメルフィスの豹変を目の当たりにしたことで剣士としての目標を失っており、現在の剣の腕はリュードに遠く及ばない。再び村を訪れたリュードに対して辛辣な態度で接し、他の村人同様に理不尽な恨みをぶつける。
エルモ
声 - 小松里賀
古代にグラナスとヴァルマーについての研究が行われていた施設「神々の生地」を管理しているオートマーターの女性。施設を訪れたリュードらにグラナスとヴァルマーの正体を説明し、ヴァルマーの力を手にしたゼラに対抗する手段のヒントを授ける。
キャロ
ダンジョンなどの暗い場所に生息している怖がりな動物。また、ミニゲームにも登場する。尻尾の先に発光器官を持ち、ポフの実と呼ばれるアイテムを与えることで、一時的に暗い洞窟を照らす明かりとなってくれる。
キャラクターデザインは西田敦子が手掛けている。

## 世界設定
物語の世界は、光の神グラナスと闇の悪魔ヴァルマーが争った「神魔の戦い」の痕跡である無数の巨大な谷「グラナクリフ」に引き裂かれており、これが交通の障害となっている。伝説によれば戦いはグラナスが勝利したとされ、グラナスを崇める宗教が広く信者を集めている一方で、邪悪な存在とされるヴァルマーも滅びた訳ではないとされ、いつか復活して災いをもたらすと信じられている。実際、劇中においてヴァルマー（の身体の一部と伝えられる存在）に寄生された登場人物たちの多くは欲望を暴走させ、醜い姿の怪物などに変貌している。変貌した人間は、同様の存在であるミレーニアがヴァルマーを吸収することによって人間に戻すことが可能だが、その後遺症として精神を破壊され廃人同然となってしまう。
物語後半ではグラナスの正体が宇宙より飛来した未知のエネルギー生命体であり、祈りや信仰心を力や物質に変換する性質を持っていたことが明かされる。人間のように祈ることのできる生命体を探しており、超常的な恩恵を授ける一方で人から意思をなくそうとしていたとされる。古代には、その思惑通りにグラナスを神であるかのように妄信し、やがて祈るだけの人間電池に成り果てていく勢力と、それに反発した抵抗勢力が存在していた。この抵抗勢力がグラナスを参考にして生み出したものがヴァルマーであり、人間が持つ欲望を暴走させて力に変える性質を持つ制御困難な生物兵器であったと説明される。神魔の戦いとはこの二つの勢力の争いのことであり、放射線状に広がるグラナクリフの中心に突き立てられた神の剣「グラナサーベル」も姿こそ巨大な剣のようだが実際には刀剣の類ではなく、当時のグラナス軍によって作られた量産型の宇宙戦艦に該当するものとして描写されている。なおグラナスはこの戦いで完全に消滅したとされるがヴァルマーもグラナスを原型とするため本質的には同じものであり、物語終盤においてヴァルマーの角からグラナスに限りなく近いものが復活している。

### 神魔の戦い
1万年前に起こったグラナス神と悪魔ヴァルマーによる世界を二つに分けた戦い。グラナス神が戦勝した。

### グラナクリフ
グラナス神が悪魔ヴァルマーを打ち砕くと同時に世界全土を覆った巨大な裂け目。人々の交流や交通を妨げる発端となっている。

## システム

### フィールド
前作同様、フィールドは3DCGを用いた斜め上方からのトップビュー形式で描かれ、視点は左右に回転させることが可能。今作ではキャラクターの描画にも3DCGが用いられている。フィールドでは移動以外の行動を能動的に行うことはできないが、フィールド上に点在するイベント発生アイコンに接触し決定ボタンを押すことで、剣を振って目の前の物品を破壊したり、崖をジャンプで飛び越えたり、梯子を上り下りしたりといった動作が自動的に発生する。
移動中に敵シンボルと接触すると戦闘となるが（シンボルエンカウント）、この際敵シンボルの後方や側面から接触すると敵を包囲し先攻を取った有利な状態から、逆に敵に隊列の後方から接触されると不利な状態から戦闘が開始される。なお、画面外にいる敵シンボルの接近は、敵モンスターの鳴き声によって表現される。
画面右上に表示されたコンパスは、ボタンの切り替えに応じて次のイベントが発生する場所、フィールドの出口、ショップや宿屋の位置などを指し示す。ストーリーの進行で次に何をすればよいのか迷った場合も、コンパスの誘導に従って進めば次の目的地へ辿り着くことが可能な設計となっている。ただしコンパスが示すのは目的地の方角と大まかな直線距離のみであり、例えば迷路状に入り組み仕掛けが用意されているダンジョンにおいては、目的地に辿り着くための経路を自力で見出さなければならない。

### 戦闘
戦闘では敵味方が入り乱れて行動し、プレイヤーは手番が回ってきた味方キャラクターの行動をメニューから選択することによって指示を出す。基本的には前作の戦闘システムを踏襲しており、敵と行動が競合することを避けたり狙って妨害したりして、敵の手数を減らして戦闘を有利に進める要素は今作でも取り入れられている。今作では戦闘フィールドやキャラクターの描画にも3DCGが導入され、カメラアングルが目まぐるしく変化するなど、前作よりも迫力ある演出が取り入れられている。
敵味方の行動順は画面右下の「IP（イニシアティブポイント）ゲージ」に直線状に並んだアイコンの順序で示されている。行動力の高いキャラクターのアイコンほどIPゲージ上を速く進み、次の行動が選択できるようになるまでの時間が短い。プレイヤーがメニューから行動を選択している間はゲーム内時間が停止するが、行動を選択してから実際に行動が実行されるまでの間には時間が流れており、この間に他のキャラクターにも手番が回ることがあるため、複数の敵味方が同時に行動したり、行動の競合が発生したりする場合がある。
通常攻撃には連続攻撃で敵を足止めしつつ高いダメージを与える「コンボ」と、モーションの出がかりは遅いものの競合した敵の行動を妨害し失敗させる効果のある「クリティカル」の二種類が存在するが、いずれも敵の位置まで移動して攻撃するモーションの最中にもゲーム内時間が流れているため、この間に競合が発生することがある。魔法や必殺技、アイテムは多種多様な効果を持つものが用意されているが、いずれも使用に際してはコマンドを選択してから行動が成立するまでの間に準備時間が存在しており、この間に妨害効果のある攻撃を受けると発動に失敗するが、準備時間が終了した瞬間にゲーム内時間が停止し行動が成立する。いずれの行動の場合も、行動が終了したキャラクターは戦闘フィールド内のランダムな位置へと移動し、次の行動まで待機となる。他には防御的な行動として、ノーモーションで成立し敵からのダメージを大幅に軽減する「防御」、戦闘フィールド内の任意の位置に移動し範囲攻撃などから逃れる「回避」、準備時間を経て戦闘から脱出する「逃走」といった行動を選択することができる。
プレイヤーがメニューから行動を選択している間は、敵が味方の誰を狙っているのかを確認することができるため、敵味方のどのような行動が競合するのかを判断し妨害や防御といった対応を考えることができる。また、本作にはオートバトルも用意されており、メンバーの一部または全員の行動を任意でAIに任せることができる。AIには防御や回復に専念させたり、MPやSPの消費を行わない通常攻撃のみで戦わせたりといった、大まかな指針を一覧から選んで指定することが可能である。

### 成長
キャラクターの成長のうち、能力値の成長や強化はごくオーソドックスなRPGの形式を踏襲しており、戦闘で得られる経験値を貯めることによる自動的なレベルアップや、入手したり購入した武器・防具・アクセサリー等を装備することによって行われる。
一方、魔法・必殺技・スキルの習得と成長はプレイヤーの個性を反映できるようにという意図から、前作から大きく変更されており、戦闘で得られる特技ポイント（SC）および魔術ポイント（MC）を必殺技、マナエッグ、スキルブックに対して能動的に割り振ることによって行われる形式となっている。特技ポイントと魔術ポイントはパーティ全体で共有されるため、特定個人の必殺技や魔法、スキルだけを重点的に成長させるようなことも可能である。
必殺技
各キャラクター固有の能力である必殺技は、各キャラクターの必殺技に規定の特技ポイントを割り振ることによって習得や成長を行うことができる。同じ技に多くのポイントを割り振ることでその技の準備時間を短縮、あるいはほぼゼロにすることができ、同時に威力も向上する。物語を進め、特定のイベントをクリアすることで新しい必殺技が習得可能になる場合もある。
習得した必殺技は各キャラクターのスペシャルポイント（SP）を消費して使用することができる。SPは宿やセーブポイント上で回復できるほか、戦闘中にも通常攻撃をヒットさせたり、ダメージを受けたり、防御コマンドによって敵の攻撃を防いだりすることで回復していく。
マナエッグ
本作の魔法は「マナエッグ」と呼ばれる装備品から力を引き出して使用する体裁を取っており、各キャラクターはこれを付け替えることによって、各マナエッグが習得している魔法を使用することができる。マナエッグは1人に1つしか装備できないが、1つのマナエッグには複数の魔法が込められており、各マナエッグの魔法に規定の魔術ポイントを割り振ることで習得や成長を行うことができる。必殺技と同様、同じ魔法に多くのポイントを割り振ることでその魔法の準備時間を短縮あるいはほぼゼロにすることができる。また、同じマナエッグに多くのポイントを割り振ることによってマナエッグのレベルが上昇し、新たな魔法が習得可能になっていく。各マナエッグが習得可能な魔法はマナエッグごとに決まっているが、物語の進行に応じてより強力な魔法が習得可能な新しいマナエッグを入手する場合もある。
装備しているマナエッグは武器などの装備品同様、メニューからいつでも付け替えることができる。装備したマナエッグの魔法を使用する際には、使用キャラクターのマジックポイント（MP）を消費する。MPは宿やセーブポイント上で回復することができるが、回復手段はSPよりも限られるため、リソースの管理が必要となる。
スキルブック
本作におけるスキルは「スキルブック」と呼ばれるアイテムに記載されているスキルを一覧から選び、各キャラクターに付け替えることで自動的に発揮される。スキルは自由に付け外しができ、これを装着したキャラクターは能力値が強化されたり、回避時のカウンター攻撃といった特殊動作が追加されたり、特定属性の魔法が強化されたりといった恩恵を得る。このことにより、キャラクターの個性を伸ばすような強化はもちろん、魔法使い向けのキャラクターを戦士タイプに特化させたりといった自由なカスタマイズも可能である。1つのスキルは1人にしか装備できないが、1冊のスキルブックには複数のスキルが記載されており、記載されている各スキルを別々のキャラクターに装備することは可能。各キャラクターは複数のスキルを装備することができ、装備できる数はキャラクターのレベルアップに従って増えていく。
肉体的な能力を強化するスキルは特技ポイントを割り振ることで、魔法を強化するスキルは魔術ポイントを割り振ることで習得や成長を行うことができる。同じスキルに多くのポイントを割り振ればそれだけスキルの効果が大きくなり、また同じスキルブックにポイントを割り振ることによってスキルブックのレベルが上昇し、各スキルブックの最後に記された奥義が習得可能になる。また、物語の進行に応じて新しいスキルブックを入手する場合もある。

## 挿入歌
歌姫であるエレナの劇中歌や、ゲーム中の重要な場面、およびエンディングで使用される曲。いずれも神秘的な異国の言葉に聴こえるような効果を意図して、ポルトガル語の歌詞が使用されている。なお「A Deus」は神を讃える歌、「Canção do povo」は人々を讃える歌となっている。
「A Deus（ア・デウス）」
作詞/歌 - 川澄歌織 / 作曲 - 岩垂徳行
作中でエレナが歌う劇中歌で、グラナスの神を讃え感謝する宗教音楽。エレナの初登場場面などで流れる。
「Canção do povo（カンサン・ドゥ・ポーヴォ）」
作詞 - 川澄歌織 / 作曲 - 岩垂徳行
獣人の村の祭りで歌われていた歌。後の重要な場面、およびエンディングでエレナが歌い継ぐ。

## 初回限定版
ドリームキャスト版の初回限定版には『グランディアII 〜Melodia〜』と題したCDブックが付属する。
ブックレットにはキャラクターの表情集、3Dモデルのアクションを指定するためのコンテ、マップの美術設定などの一部を収録した数ページの設定資料集と、挿入歌に関する作詞者・作曲者コメントおよびポルトガル語歌詞とその日本語訳が収録されている。
CDには挿入歌「A Deus」「Canção do povo」を大胆にアレンジしたダンス・リミックス版に加え、『グランディア デジタルミュージアム』のラジオドラマ版で使用された楽曲が収録されている。全7曲。

## PlayStation 2版
2002年2月に発売されたPlayStation 2版では、ムービーシーンが大幅に描き直され、新規シーンが追加されている。
PlayStation 2版の発売と時を同じくする2002年1月には、グランディアシリーズの外伝的作品である『グランディア エクストリーム』が発売されており、ゲームシステムも共通点が多い内容となっている。
2014年11月19日には、PlayStation 3のゲームアーカイブスにて配信が開始された。

## PC版
2015年4月に米ガンホーが実施したアンケートにてPC版のリリースが最も望まれているタイトルとして選出。8月にPC向けリマスター版の発売を発表した。原作発売15周年を記念し、タイトルを『Grandia II Anniversary Edition』と改題し、ダウンロード配信プラットフォームSteamやGOG.comで販売されている。
グラフィックは最大4K解像度に対応し、戦闘シーンも60fpsに変更され、他にも細かな調整が行われている。さらに高難易度のHARDモードも追加されている。また、DC版のセーブデータをそのまま使用できる。日本語音声も収録しているが、メッセージやUIは全て英語になっている。
2019年10月16日には、後述するNintendo Switch版発売に伴い『GRANDIA II HD Remaster』に改題された。日本語、フランス語、ドイツ語が追加。『Anniversary Edition』所有者は無料でアップデートされた。2020年3月25日には国内Switch版配信と同時に日本語字幕が追加された。

## Nintendo Switch版
2019年8月16日に北米・欧州にて上記PC版を元に初代とのセットで発売。言語は英語、日本語に加え、フランス語、ドイツ語をサポートする。日本語版は2020年3月25日に、韓国語版は2021年10月1日それぞれ配信開始した。

## スタッフ

### ドリームキャスト版スタッフ
- 監督：斉藤勝紀
- プログラム総括：大畑和幸
- メインプログラム：入江和宏
- 戦闘プログラム：矢向信夫
- キャラクターデザイン：かのえゆうし
- キャロ デザイン：にしだあつこ
- 設定管理：松岡誠
- ゲームデザイン総括：原田修
- ストーリー原案：重馬敬、長谷川祐一
- シナリオ統括：岡部博明
- メインシナリオ：須永雄三、高橋秀信
- CGムービー制作：有限会社ジオニクス
- CGアニメーション演出：株式会社スタジオディーン
- サウンド統括：西隆弘
- 作・編曲：岩垂徳行
- 営業：内田敏幸
- 制作：上村眞理子

### PlayStation 2版スタッフ
- ディレクター：竹部隆司
- プログラム：杉本悟、本田朋之、田坂拓哉、布施田忠幸、日野清治、斉藤智之、三枝博器
- 新規CGムービー制作：ポリゴンマジック株式会社、ビジュアルサイエンス研究所

## 関連商品

### 攻略本
ドリームキャスト版と同時に出版された攻略本が、後にPlayStation 2版の発売に合わせて改訂版として出版されている。
- 『グランディア2 オフィシャルガイドブック』 ファミ通編集部編、エンターブレイン、2000年8月、ISBN 4-7577-0182-9
- 『グランディア2 公式攻略ガイド』 電撃Dreamcast編集部編、メディアワークス〈電撃攻略王〉、2000年8月、ISBN 4-8402-1569-3
- 『グランディア2 オフィシャルガイドブック 改訂版』 ファミ通編集部編、エンターブレイン、2002年3月、ISBN 4-7577-0786-X
- 『グランディア2 公式攻略ガイド』 電撃PlayStation編集部編、メディアワークス〈電撃攻略王〉、2002年3月、ISBN 4-8402-1923-0

### 設定資料集
- 『グランディア2 公式設定資料集』 ソフトバンクパブリッシング、2001年4月、ISBN 4-7973-1487-7

### 小説
ノベライズ作品が電撃文庫、およびファミ通文庫から発売されている。

#### 電撃文庫
飯野文彦（著）・かのえゆうし（イラスト）、メディアワークス〈電撃文庫〉、上下巻。
- 『グランディアII（上）』、2000年10月発行、ISBN 9784840216357
- 『グランディアII（下）』、2000年10月発行、ISBN 9784840216364

#### ファミ通文庫
じょうもん弥生（著）・かのえゆうし（イラスト）、エンターブレイン〈ファミ通文庫〉、全1冊。
- 『グランディアII 形見のメダル』、2000年11月発行、ISBN 9784757702257

### 漫画
アンソロジーコミックが発売されている。
- 『グランディア2 公式コミックファンブック』 メディアワークス、2000年9月発行、ISBN 4-8402-1620-7
- 『グランディア2 第1集』 エニックス〈スーパーコミック劇場〉、2000年11月発行、ISBN 4-7575-0336-9

### サウンドトラック
サウンドトラックアルバムが2枚に分けて発売されている。
- 『グランディアII〜DEUS〜』
- 『グランディアII〜POVO〜』